# Coleophora metallica
Coleophora metallica é uma espécie de mariposa do gênero Coleophora pertencente à família Coleophoridae.